# 1995 en Tunisie
Chronologie de la Tunisie
- 1991
- 1992
- 1993
- 1994
- 1995
- 1996
- 1997
- 1998
- 1999

Cet article présente les faits marquants de l'année 1995 en Tunisie ou relatifs à la Tunisie.

## Événements
- 11 février : six gardes nationaux sont tués par un commando du Groupe islamique armé algérien au poste frontière de Tamerza ; il ne s'agirait en fait que d'un « banal accident de la route » selon le gouvernement.
- 20 mars : le président Zine el-Abidine Ben Ali annonce la création de Radio Jeunes qui commence ses émissions le 7 novembre.
- 17 juin : un accord euro-méditerranéen établit une association entre les États membres de la Communauté européenne et la Tunisie[1].
- 11 juillet : le chef de l'Organisation de libération de la Palestine, Yasser Arafat, quitte le pays après un séjour de douze ans.
- 5-9 octobre : le président français Jacques Chirac est en visite d'État en Tunisie[2].

## Sports

### Athlétisme
- Championnats de Tunisie d'athlétisme 1995

### Football
- Coupe arabe des vainqueurs de coupe de football 1995
- Championnat de Tunisie de football 1994-1995
- Championnat de Tunisie de football 1995-1996
- Coupe de Tunisie de football 1994-1995
- Coupe de Tunisie de football 1995-1996

### Handball
- Championnat de Tunisie masculin de handball 1994-1995
- Championnat de Tunisie masculin de handball 1995-1996

### Volley-ball
- Championnat d'Afrique masculin de volley-ball 1995
- Équipe de Tunisie de volley-ball en 1995
- Championnat de Tunisie masculin de volley-ball 1994-1995
- Championnat de Tunisie masculin de volley-ball 1995-1996

## Culture
- La Danse du feu, film tunisien de Salma Baccar, sorti en 1995, relate les dernières années de la chanteuse tunisienne Habiba Msika.
- Le Magique, film tunisien, sorti en 1995, est sélectionné par la Tunisie pour l'Oscar du meilleur film international[3].

## Naissances en 1995
- Naissance en Tunisie en 1995

## Décès en 1995
- Décès en Tunisie en 1995